# Pholcus taibaiensis
Pholcus taibaiensis är en spindelart som beskrevs av Wang och Zhu 1992. Pholcus taibaiensis ingår i släktet Pholcus och familjen dallerspindlar. Inga underarter finns listade i Catalogue of Life.